# Dina (cantante)
Dina, nombre artístico de Ondina María Farias Veloso (Carregal do Sal, Viseu, 18 de junio de 1956-Lisboa, 11 de abril de 2019), fue una cantante portuguesa. A nivel internacional fue conocida por su participación en el Festival de la Canción de Eurovisión 1992.

## Carrera
Se dio a conocer al gran público el 7 de marzo de 1980, al participar en el Festival RTP da Canção, cuando presentó el tema "Guardado em Mim", cuya letra era un poema de Eduardo Nobre y la música estaba compuesta por ella misma. Acabó en la 8ª posición, aunque ganó el premio al artista revelación. Ese mismo año editó el sencillo "Pássaro Doido". 
Concurrió nuevamente al Festival RTP da Canção en 1982, con dos canciones "Em segredo" y "Gosto do teu gosto", alcanzando el 6º y el 8º puestos respectivamente.
En 1992 ganó, por fin, en el Festival RTP da Canção con "Amor d'água fresca» (poema de Rosa Lobato de Faria), consiguiendo de esta forma participar en el Festival de la Canción de Eurovisión 1992, celebrado en Malmö, pero solo consiguió el 17º lugar.
En 2004 compuso el himno del partido Nueva Democracia.
En 2008 fue editado un CD con el título Da cor da vida, con una recopilación de 18 éxitos de Dina y dos canciones inéditas.
El 16 de septiembre de 2009, conmemoró sus 30 años de carrera con un concierto en el Jardim de Inverno del Teatro São Luis, en Lisboa.
Falleció el 11 de abril de 2019 a los 62 años, víctima de una fibrosis pulmonar.

## Vida personal
Dina fue una de las primeras mujeres en Portugal en visibilizar su lesbianismo. En los años 1980 se convirtió en la gerente del Memorial Bar, que bajo su dirección se convirtió en el local de ambiente lésbico más famoso de Lisboa.

## Discografía

### Álbumes
- Dinamite (LP, Polygram, 1982)
- Aqui e Agora (LP, UPAV, 1991)
- Guardado em Mim (CD, Vidisco, 1993)
- Sentidos (CD, Noites Longas, 1997)
- Guardado em Mim 2002 (Recopilatorio, Vidisco, 2002)
- Da cor da vida (CD, Farol, 2008)

### Sencillos
- "Guardado em Mim" (Single, Polygram, 1980)
- "Pássaro Doido/Amar Sem Aviso" (Single, Polygram, 1980)
- "Há Sempre Música Entre Nós/Retrato" (Single, Polygram, 1981)
- "Conta Comigo/Pérola, Rosa, Verde, Limão, Marfim" (Single, Polygram, 1983)
- "Amor d'Água Fresca" (Single, UPAV, 1992)

### Recopilatorios
- Vila Faia (1982) - "Aqui Estou" (tema de Joana)
- Os Lobos (1998) - "Vitorina/Aguarela de Junho"
- Filha do Mar (2002) - "Que É de Ti / Lençois de Vento / Março Marçagão"
- Sonhos Traídos (2002) - "Dura de Roer / Deixar-se Ir"